# Nation Branding
Nation Branding designa una nazione attraverso le risultanze di analisi di ricerca di mercato e il marchio (brand in lingua inglese) che ne deriva, la sua immagine. Le ricerche di mercato analizzano il modo in cui una nazione all'estero è vista in diversi settori dell'economia, come il turismo, l'export e l'investimento diretto all'estero così come la stabilità politica.
In Svizzera nell'anno 2000 venne ideato il Präsenz Schweiz come istituzione di coordinamento e controllo del Nation Branding.

## Nation Brands Index (NBI)
| Posizione | 2017        | 2016        | 2015        | 2014        | 2013        | 2012        | 2011        | 2010        | 2009        | 2008        |
| --------- | ----------- | ----------- | ----------- | ----------- | ----------- | ----------- | ----------- | ----------- | ----------- | ----------- |
| 1         | Germania    | Stati Uniti | Stati Uniti | Germania    | Stati Uniti | Stati Uniti | Stati Uniti | Stati Uniti | Stati Uniti | Germania    |
| 2         | Francia     | Germania    | Germania    | Stati Uniti | Germania    | Germania    | Germania    | Germania    | Francia     | Francia     |
| 3         | Regno Unito | Regno Unito | Regno Unito | Regno Unito | Regno Unito | Regno Unito | Regno Unito | Francia     | Germania    | Regno Unito |
| 4         | Canada      | Canada      | Francia     | Francia     | Francia     | Francia     | Francia     | Regno Unito | Regno Unito | Canada      |
| 5         | Giappone    | Francia     | Canada      | Canada      | Canada      | Canada      | Giappone    | Giappone    | Giappone    | Giappone    |
| 6         | Stati Uniti | Italia      | Giappone    | Giappone    | Giappone    | Giappone    | Canada      | Canada      | Italia      | Italia      |
| 7         | Italia      | Giappone    | Italia      | Italia      | Italia      | Italia      | Italia      | Italia      | Canada      | Stati Uniti |
| 8         | Svizzera    | Svizzera    | Svizzera    | Svizzera    | Svizzera    | Svizzera    | Australia   | Svizzera    | Svizzera    | Svizzera    |
| 9         | Australia   | Australia   | Australia   | Australia   | Australia   | Australia   | Svizzera    | Australia   | Australia   | Australia   |
| 10        | Svezia      | Svezia      | Svezia      | Svezia      | Svezia      | Svezia      | Svezia      | Svezia      | Svezia      | Svezia      |

La reputazione e l'immagine di una nazione viene calcolata dal sistema sviluppato da Simon Anholt nel Nation Brands Index (NBI). Il primo indice venne pubblicato nel maggio 2005. Nel 2008, Simon Anholt con la americana consociata della GfK di New York pubblica lo studio Anholt-GfK Nation Brands Index (NBI) a cadenza annuale.
Nel 2008 l'Index Daten è stato creato consultando 20.000 persone di 20 nazioni diverse (1.000 per nazione). 
I partecipanti al sondaggio hanno analizzato 50 nazioni secondo questi criteri:
- Cultura (anche Sport)
- Politica/Governo
- Economia (Prodotti/Export)
- Popolazione
- Immigrazione e attrattività di investimenti
- Attrattività turistica

La Germania e gli Stati Uniti d'America si contendono da sempre la prima posizione secondo lo studio Anholt-GfK Nation Brands Index (NBI).
Simon Anholt studia e crea altri indici come il City Brand Index e il Good Country Index. Lo stesso autore si è poi dimostrato molto critico verso questo indice.